# Klaus Ungerer

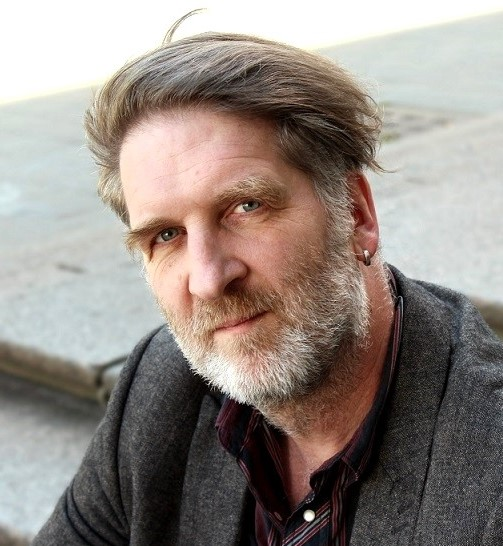
Klaus Ungerer in Berlin, 2020

Klaus Ungerer (* 10. April 1969 in Northeim) ist ein deutscher Schriftsteller, Journalist, Kolumnist, Satiriker, Gerichtsreporter, Moderator und Verleger.

## Leben
Klaus Ungerer ist ein Ururenkel von Wilhelm Deecke und dessen Frau, der Autorin Therese Deecke, geborene Struve (1844–1916). Sein Urgroßvater Edmund Ungerer war ein Cousin von Alfred Ungerer, dem Großvater des Zeichners Tomi Ungerer. Klaus Ungerer wuchs in Lübeck auf. Nach dem Abitur am Carl-Jacob-Burckhardt-Gymnasium (1988) und dem Zivildienst in der Altenpflege studierte er Skandinavistik, Anglistik und Volkskunde in Göttingen, Lund und Kiel. 1998 holte ihn Frank Schirrmacher als Autor ins Feuilleton der Frankfurter Allgemeinen Zeitung, für die er von 2001 bis 2003 auch als Redakteur in Frankfurt am Main und München arbeitete. Seit 2003 wohnt er in Berlin und hatte von 2004 bis 2017 in der Frankfurter Allgemeinen Zeitung eine Kolumne mit literarischen Gerichtsreportagen. Er war leitender Kulturredakteur der Netzeitung, Martin Sonneborn holte ihn als Redakteur zur Satireseite „Spam“ auf Spiegel Online. Von 2017 bis 2020 war er Textchef der Wochenzeitung der Freitag, seit März 2025 ist er Feuilletonredakteur der Tageszeitung Nd.
Klaus Ungerer hat seit 1990 Kurzprosa und Lyrik veröffentlicht. Sein Romandebüt hatte er 2008 mit Alles über die Welt, es folgten verschiedene Prosabände und erzählende Sachbücher. Auch von Ungerers Gerichtskolumne sind zwei Sammelbände erschienen. Von 2015 bis 2017 betrieb Ungerer auf seiner Twitter-Seite das Lyrikprojekt #kungstag, in dem er täglich einen Moment seines Lebens zu einem Kurzgedicht umwandelte. Von 2017 bis 2024 kuratierte und moderierte er in Berlin eine Musik- und Literaturshow, die zunächst Das Bunte Reh hieß, dann  Die Bunte Kuh und zuletzt Salon Schelf. Im Herbst 2021 gründete er mit dem Schriftsteller Andreas Baum die Novellen-Reihe edition schelf. Seine dort erschienene Liebesnovelle „Wir sagen einfach alles, wovor wir Angst haben“ wurde von der Welt am Sonntag zu den „Besten Büchern 2022“ gezählt. Als Herausgeber veröffentlichte er Kurt Tucholskys Novelle Rheinsberg, Therese Deeckes Jugenderinnerungen Mein frühreifes Herz und ihre Novelle Königin Minna Schmidt.

## Werke
- Alles über die Welt. Roman, Karl Blessing Verlag, München 2008, ISBN 978-3-89667-386-2.
- Casa Zia Lina. Erzählung, SuKuLTuR, Berlin 2010, ISBN 978-3-937737-09-6.
- Drücken Sie bitte die Eins. Sachbuch, Ullstein, Berlin 2011 (gemeinsam mit Susanne Berkenheger), ISBN 3-548-37416-6.
- Was weiß der Richter von der Liebe? Gerichtsreportagen, Klett-Cotta (Tropen), Stuttgart 2012, ISBN 3-608-50316-1.
- Die erste Person. Kurzprosa, Sukultur, Berlin 2013, ISBN 978-3-95566-002-4.
- Grlwow. Kurzdrama, E-Book, 2014.
- Die Lieder warten in den Pappeln. Kurzprosa, E-Book, 2014.
- #kungstag. Lyrik, twitter.com, seit 2015.
- So rettete ich die Welt. Klett-Cotta (Tropen), Stuttgart 2015, ISBN 978-3-608-50337-1.
- Der weinende Mörder. Gerichtsreportagen, Bild und Heimat, Berlin 2016, ISBN 978-3-95958-037-3.
- pritti zigritti herz herz träufel trost. Lyrik, E-Book, 2016.
- Das Supergeschlecht. (Autorenpseudonym: Nick Wahlberg), Klett-Cotta (Tropen), Stuttgart 2017, ISBN 978-3-608-50247-3.
- Ist Frühling. Muss schön sein. Kurzgeschichten, Periplaneta, Berlin 2020, ISBN 978-3-95996-179-0.
- Gott go home! Friede auf Erden gibt es nur ohne Religion. Essay, Eulenspiegel (Das Neue Berlin), Berlin 2020, ISBN 978-3-360-01365-1.
- Ich verlasse dich nicht mehr. Novelle, epubli, Berlin 2021, ISBN 978-3-7531-7860-8.
- Das Fehlen. Novelle, edition schelf, Berlin 2021, ISBN 978-3-7541-6506-5.
- Wir sagen einfach alles, wovor wir Angst haben. Novelle, edition schelf, Berlin 2022, ISBN 978-3-7565-0768-9.
- Mein Lübeck. Sachbuch, mareverlag, Hamburg 2023, ISBN 978-3-86648-705-5.

## Auszeichnungen/Stipendien
- Arbeitsstipendium der Thyll-Dürr-Stiftung auf Elba (2003)
- Nominierung für den Michael-Althen-Preis (2016)
- Recherchestipendium Literatur des Berliner Senats (2021)